# Halicreatidae
Famille
Synonymes
- Halicreasidae Fewkes, 1886[2]
- Halicreidae Fewkes, 1886[2]

Les Halicreatidae sont une famille de méduses de l'ordre des Trachymedusae.

## Description et caractéristiques
Ce sont des trachyméduses avec un manubrium large et circulaire. Elles n'ont pas de lèvres distinctes, ni de pédoncule ou de canaux centripètes. On compte huit canaux radiaux assez larges (sauf pour le genre Varitentacula qui n'en a que quatre). Les tentacules marginaux sont nombreux et de longueur variable, mais structurellement semblables et arrangés en série simple. Chaque tentacule marginal porte une portion proximale flexible et une portion distale plus tendue. Les statocystes sont pendants.

## Liste des genres
Selon World Register of Marine Species (2 février 2019) :
- genre Botrynema Browne, 1908
- genre Halicreas Fewkes, 1882
- genre Haliscera Vanhöffen, 1902
- genre Halitrephes Bigelow, 1909
- genre Homoeonema Maas, 1893
- genre Varitentacula He, 1980

## Publication originale
- Fewkes, 1886 : Report on the medusae collected by the U. S. F. C. Steamer Albatross, in the region of the Gulf Stream, in 1883-84. United States Commission of Fish and Fisheries, vol. 12, pp. 927-980 (texte intégral) (en).